# Plaguewielder (album)
Pour les articles homonymes, voir Plaguewielder.
Albums de Darkthrone
Preparing for War
(2000) Hate Them
(2003)
Plaguewielder est le huitième album studio du groupe norvégien de black metal Darkthrone. L'album sort le 10 septembre 2001 sous le label Moonfog Productions. Les musiciens Apollyon et Sverre Dæhli apparaissent dans l'album en tant que vocalistes sur le titre Command.
L'album est réédité avec une nouvelle pochette en 2011 par Peaceville Records. L'édition CD comprenait un deuxième disque de commentaires des membres du groupe.

## Liste des morceaux
| 1.    | Weakling Avenger | Fenriz, Nocturno Culto                         | 7:55 |
| 2.    | Raining Murder   | Fenriz, Nocturno Culto                         | 5:14 |
| 3.    | Sin Origin       | Fenriz                                         | 6:44 |
| 4.    | Command          | Fenriz, Nocturno Culto, Apollyon, Sverre Dæhli | 8:01 |
| 5.    | I, Voidhanger    | Fenriz, Nocturno Culto                         | 5:38 |
| 6.    | Wreak            | Fenriz, Nocturno Culto                         | 9:15 |
| 42:47 |                  |                                                |      |

## Musiciens
- Nocturno Culto – chant, guitare, basse
- Fenriz – batterie
- Apollyon et Sverre Dæhli – chant sur le titre Command